# Stylianos Gonatas
Stylianos Gonatas, in greco Στυλιανός Γονατάς (Patrasso, 15 agosto 1876 – Atene, 29 marzo 1966), è stato un generale e politico greco, primo ministro della Grecia dal 27 novembre 1922 all’11 gennaio 1924.

## Biografia
Dopo essere entrato nell'accademia militare nel 1892 partecipò alla guerra di Macedonia (1907-1909) come assistente di campo del colonnello Nikolaos Zorbas.
Successivamente prese parte alle guerre balcaniche del 1912- 1913 e alla spedizione alleata in Ucraina del 1919. Con il grado di colonnello partecipò anche alla guerra greco-turca in Asia Minore.
Nell'agosto 1922, a seguito della disastrosa sconfitta greca nei pressi di Smirne per mano dell'esercito turco, l'esercito greco è costretto a ritirarsi dall'Asia Minore, assegnata dal trattato di Sèvres al controllo greco.
Ad Atene inizia un periodo di grande instabilità culminato da un colpo di Stato militare che pose fine al governo di Petros Prōtopapadakīs costringendo re Costantino I ad abdicare in favore del principe Giorgio.
Il 28 settembre 1922 la giunta militare – guidata da Nikolaos Plastiras e Gonatas – incarica Alexandros Zaimīs di formare un nuovo governo nominando Sōtīrios Krokidas primo ministro ad interim.
Il 27 novembre 1922 Gonatas viene nominato primo ministro, carica che ricoprirà fino al gennaio 1924  quando lascerà il potere a Eleutherios Venizelos, tornato dal suo esilio a Parigi.
In seguito Gonatas verrà eletto senatore alle elezioni del 1929 e sarà nominato Presidente del Senato dal 1932 al 1935
Durante l'occupazione nazista della Grecia, Gonatas viene imprigionato nel lager di Chaidari per quattro mesi. Alla fine della seconda guerra mondiale fonda il partito nazionale dei liberali che al referendum del 1946 sostiene la restaurazione della monarchia e del re Giorgio II
Dal 1946 al 1947 ricopre la carica di Ministro dei Lavori Pubblici del governo Tsaldaris